# 鈴木茜音
鈴木 茜音（すずき あかね、1998年12月28日 - ）は、日本の女優、モデル。三重県出身。

## 来歴
1998年、三重県出身。
2016年、CONOMi『制服アワード』フォトジェニック賞受賞をきっかけにデビュー。その後、週刊ヤングジャンプ11号にてグラビアデビュー
2023年、第10回日本制服アワードにて制服アワードOGのプレゼンターとして登壇
2023年、美少女図鑑_(フリーペーパー)AWARD 2023 特別賞 Ray_(雑誌)賞を受賞  Ray 2023年7月号 79ページに掲載
2023年、ラジオ関西 ラジドラ☆パラダイス 原作佐崎一路の「吸血姫は薔薇色の夢をみる」 ミーア役として声優デビュー 

## 出演

### 雑誌
- 2018年 講談社「ミスiD2018」ファイナリスト[9]
- 2017年2月 集英社「週刊ヤングジャンプ 11号 巻末」[10]
- 2016年11月 集英社「週刊ヤングジャンプ48号 巻末」[11]
- 2023年2月 Ray_(雑誌) 4月号[12]
- 2023年6月 Ray_(雑誌) 7月号[13]
- 2023年6月 LARME 057[14]

### 映画
- レディ_in_ホワイト（監督：大塚祐吉） - 遠藤翔子 役
- 逆位置のバラッド（山崎賢監督） - 織原美音 役
- 賭博黙示録カイジ#カイジ_ファイナルゲーム（第3作）（2020年、佐藤東弥監督）GAME 2「最後の審判~人間秤~」 - 観客 役 2020

### テレビドラマ
- 特命刑事 カクホの女 第1シリーズ第6話（2018年3月2日） - 蓮見野々花 役

### MV
- 2018年4月25日発売 THREE1989 セカンド・ミニアルバム『JET BLUE』より、リードナンバー「”UMBRELLA”」[15]
- 2017年 豚乙女 メジャー2nd ミニアルバム「トラウマレコーダー」（avex）[16]
- 2023年1月26日公開 真っ白なキャンバス『ぼっち』 [17]

### CM
- KEIRIN Marche'「#立ちこぎ女子 ”No012 #オランダ坂」 2021年2月1日[18]

### イベント
- 2022年7月 PORTRAIT FES - ポトレ・フェス -[19]
- 2023年5月 美少女図鑑COLLECTION2023 SPRING/SUMMER[20]

### 写真集
- 2023年5月 『あかねいろ』 協力（北條俊正撮影、クラウディアホールディングス衣装、メナード青山リゾートロケ地）など[21] ** 自費出版で、編集構成も鈴木茜音自身が行った。[22]

### Twitter
- 鈴木茜音 (@akane_s_1228) - X（旧Twitter）

### Instagram
- 鈴木茜音 (@akaneiro1228) - Instagram

### TikTok
- 鈴木茜音 (@akaneiro1228) - TikTok